# Arne Lenk
Arne Lenk (* 28. September 1979 in Hamburg) ist ein deutscher Schauspieler.

## Leben und Karriere
Er absolvierte seine Schauspielausbildung von 2000 bis 2004 an der Westfälischen Schauspielschule Bochum und schloss sein Studium mit dem Diplom ab. Schon während seines Schauspielstudiums spielte er als Gast am Schauspielhaus Bochum, an den Wuppertaler Bühnen und am Theater Oberhausen. 2006 wechselte Arne Lenk fest ans Theater Bonn. Von 2013 bis 2015 war er am Theater Bielefeld und von 2015 bis 2017 am Konzert Theater Bern engagiert. Seit der Saison 2017/2018 ist er Ensemblemitglied am Hans Otto Theater in Potsdam. Dem Kino- und Fernsehpublikum wurde er durch Rollen in Filmen und Serien wie Die Bluthochzeit, Kein Bund für’s Leben und Alpha 0.7 – Der Feind in dir bekannt. 2006 war er als bester Nachwuchsschauspieler für den New Faces Award nominiert.

## Filmografie
- 2004: Der Elefant – Mord verjährt nie (Fernsehserie, Folge Vermächtnis eines Vaters)
- 2004: Prinzessin macht blau
- 2004–2005: Mein Leben & Ich (Fernsehserie, 5 Folgen)
- 2005: Vorsicht Schwiegermutter!
- 2005: Die Bluthochzeit
- 2006: Die Sturmflut
- 2006: Trau’ niemals Deinem Schwiegersohn
- 2006: Kahlschlag
- 2008: Herzog (Fernsehserie, Folge Anwalt der Liebe)
- 2007: Kein Bund für’s Leben
- 2008: Maja (Fernsehserie, 10 Folgen)
- 2009, 2016: SOKO Köln (Fernsehserie, verschiedene Rollen, 2 Folgen)
- 2010: Danni Lowinski (Fernsehserie, Folge Alles auf Schwarz)
- 2010: Alpha 0.7 – Der Feind in dir (Fernsehserie, 6 Folgen)
- 2011: Bermudadreieck Nordsee
- 2013: Einmal Bauernhof und zurück
- 2013: Alarm für Cobra 11 – Die Autobahnpolizei (Fernsehserie, Folge Katerstimmung)
- 2013: Ein Fall für die Anrheiner (Fernsehserie)
- 2014: Helen Dorn: Das dritte Mädchen
- 2014: Matterns Revier (Fernsehserie, Folge Las Vegas)
- 2015: Heldt (Fernsehserie, Folge Bis zum letzten Tropfen)
- 2016: In aller Freundschaft – Die jungen Ärzte (Fernsehserie, Folge Ja zum Leben)
- 2016: Volltreffer
- 2017: Bettys Diagnose (Fernsehserie, Folge Herzklopfen)

## Bühnenengagements

### Theater Bonn (2006–2013)
- Toffolo in Krach in Chiozza (Regie: David Mouchtar-Samorai)
- Ben-Shaked in Die Banalität der Liebe (Regie: Stefan Heiseke)
- Albert in Groß und klein (Regie: Ingo Berk)
- Clavigo in Clavigo (Regie: Stefan Otteni)
- Tom Wingfield in: Die Glasmenagerie (Koproduktion mit den Ruhrfestspiele Recklinghausen) (Regie: David Mouchtar-Samorai)
- Don Karlos in Don Karlos (Schiller) (Regie: Stefan Heiseke)
- Cléante in Der Geizige (Regie: Patricia Benecke)
- Erhart Borkman in John Gabriel Borkmann (Regie: Maaike von Langen)
- To all tomorrow's parties (Regie: Ivar van Urk)
- Haensel in Being Haensel & Gretel (Regie: Jens Poth)
- Songs for Drella (Regie: Michael Barfuß)
- Sir Mordred, Sir Segramur und Ensemble in Merlin oder Das wüste Land (Regie: David Mouchtar-Samorai)
- Der entfesselte Fidelio oder Das Blut der Freiheit (Regie: Klaus Weise)
- Jacques in Wie es euch gefällt (Regie: David Mouchtar-Samorai)
- Wilhelm in The Black Rider (Regie: Matthias Kaschig)
- John Buchanan in Sommer und Rauch (Regie: David Mouchtar-Samorai)
- Franz Moor in Die Räuber (Regie: Niklas Ritter)